# Naiad (měsíc)
Naiad je jedním z měsíců planety Neptun. Byl objeven a zatím prozkoumán jen jednou sondou a to Voyagerem 2 v roce 1989. Byl pojmenován po Najádách z řecké mytologie. Původně nesl označení S/1989 N 6.